# 侏虹銀漢魚
侏虹銀漢魚，為輻鰭魚綱銀漢魚目虹銀漢魚科的其中一種，分布於澳洲西北部Prince Regent河流域，為熱帶魚類，體長可達5.5公分，棲息水流快速的溪流、瀑布區在底中層水域，生活習性不明。
侏虹銀漢魚是已知彩虹美人鱼系列观赏鱼中体形最小的品种，所以被冠以侏儒，雄鱼体长最大仅6-7cm，具有冰蓝色的亮丽体色，鱼鳍有时会有淡黄色。雌鱼约4-5cm，体型较小且体色不如雄鱼亮眼。

## 擴展閱讀
維基物種上的相關：侏虹銀漢魚